# Aleosan
Aleosan (Bayan ng Aleosan) är en kommun i Filippinerna. Kommunen ligger på ön Mindanao, och tillhör provinsen Cotabato. Folkmängden uppgår till 26 164 invånare.

## Barangayer
Aleosan indelas i 19 barangayer.
| - Bagolibas - Cawilihan - Dualing - Dunguan - Katalicanan - Lawili - Lower Mingading - Luanan - Malapang - New Leon | - New Panay - Pagangan - Palacat - Pentil - San Mateo - Santa Cruz - Tapodoc - Tomado - Upper Mingading |